# Mangudadatu
Mangudadatu ist eine philippinische Stadtgemeinde in der Provinz Maguindanao del Sur. Sie hat 25.046 Einwohner (Zensus 1. August 2015).
Mangudadatu wurde durch den Muslim Mindanao Autonomy Act Nr. 204 gegründet, der am 30. Dezember 2006 in einer Volksabstimmung ratifiziert wurde. Die acht Baranggays Mangudadatus gehörten zuvor zur Stadtgemeinde Buluan.

## Baranggays
Mangudadatu ist politisch in acht Baranggays unterteilt.
- Daladagan
- Kalian
- Luayan
- Paitan
- Panapan
- Tenok
- Tinambulan
- Tumbao